# Ronaldo
Ronaldo Luís Nazário de Lima, conosciuto semplicemente come Ronaldo (Itaguaí, 18 settembre 1976), è un dirigente sportivo ed ex calciatore brasiliano con cittadinanza spagnola, di ruolo attaccante, proprietario del Real Valladolid.
Soprannominato O Fenômeno (in italiano "Il Fenomeno"), è considerato uno dei migliori calciatori della storia. Cresciuto nel São Cristóvão, squadra minore di Rio de Janeiro, viene notato da Jairzinho, che lo porta al Cruzeiro dove esordisce in massima serie e vince una Coppa del Brasile e un campionato Mineiro. Arriva in Europa nel 1994 grazie al PSV, con il quale conquista una Coppa dei Paesi Bassi. Nel 1996 si trasferisce al Barcellona, con cui vince una Supercoppa spagnola, una Coppa delle Coppe e una Coppa di Spagna. Dopo una sola stagione viene acquistato dall'Inter, dove resta cinque stagioni trionfando in Coppa UEFA. Nell'estate del 2002 passa al Real Madrid e in cinque anni vince un campionato spagnolo, una Supercoppa spagnola e una Coppa Intercontinentale. Conclusa l'esperienza in Spagna, nel 2007 si trasferisce al Milan, prima di chiudere la carriera nel 2011 con il Corinthians vincendo un campionato Paulista e una Coppa del Brasile.
In nazionale si è aggiudicato due campionati del mondo (Stati Uniti 1994 e Corea del Sud-Giappone 2002), due Coppe America (Bolivia 1997 e Paraguay 1999) e una Confederations Cup (1997). Del mondiale nippo-coreano, che lui stesso decise grazie a una doppietta personale nella finale, fu capocannoniere e venne nominato secondo miglior giocatore dietro al portiere tedesco Oliver Kahn, e fu incluso nella squadra ideale del torneo. Fino all'edizione del 2014 ha detenuto il titolo di miglior marcatore della storia del campionato del mondo con quindici gol complessivi (quattro nel 1998, otto nel 2002 e tre nel 2006), prima di essere superato da Miroslav Klose.
A livello individuale ha vinto due edizioni del Pallone d'oro (1997 e 2002) e tre del FIFA World Player of the Year (1996, 1997 e 2002); assieme a Zinédine Zidane, è il giocatore ad aver vinto più volte quest'ultimo premio. Inserito da Pelé nel marzo 2004 nella FIFA 100, la lista dei 125 migliori calciatori viventi, si è classificato in 13ª posizione nella lista dei cento migliori giocatori del XX secolo redatta nel 1999 da World Soccer che nel 2013 lo inserisce nella migliore formazione calcistica di tutti i tempi.
Il 9 marzo 2018, in concomitanza col 110º anniversario della fondazione dell'Inter, è stato il primo attaccante inserito nella Hall of Fame del club milanese. Il 14 dicembre 2020 è stato selezionato dalla rivista France Football nel Dream Team del Pallone d'oro in qualità di migliore attaccante centrale della storia del calcio.
La sua carriera è stata condizionata da gravi infortuni, soprattutto alle ginocchia, e, nella fase finale, da evidenti problemi di peso: sebbene il giocatore sia riuscito a mantenere prestazioni di alto livello anche dopo aver perso parte della sua velocità e mobilità, è opinione diffusa che senza i suddetti guai fisici la considerazione nei suoi confronti sarebbe stata ancora più alta, e che il suo rendimento prima delle operazioni alle ginocchia non avrebbe avuto eguali nella storia del calcio.

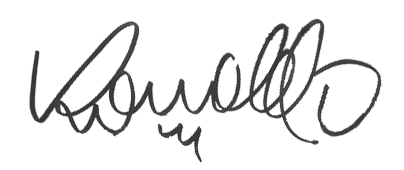
Firma di Ronaldo Il Fenomeno

## Biografia
Terzo figlio di Nélio Nazário de Lima e Sônia dos Santos Barata, Ronaldo Luís Nazário de Lima nacque il 18 settembre 1976 ad Itaguaí nell'Hospital de São Francisco Xavier, a nord-ovest di Rio de Janeiro; i genitori lo chiamarono "Ronaldo" in onore del medico Ronaldo Valente, che fece nascere il bambino.
È stato sposato dapprima con la modella Milene Domingues, che il 6 aprile 2000 ha dato alla luce Ronald, poi con Daniella Cicarelli e in seguito è convolato a nozze con Maria Beatriz Anthony, dalla quale ha avuto due bambine. Nel dicembre del 2012 è stata resa nota la separazione dalla terza moglie. Nel dicembre del 2010, a cinque anni di distanza, ha riconosciuto Alex, quello che nei fatti è il suo secondo figlio, nato da una relazione con la modella Michele Umezu. Pochi giorni dopo ha dichiarato di essersi sottoposto a un'operazione di vasectomia per evitare di avere altri figli in futuro.
Nel novembre del 2005 ha acquisito, oltre a quella brasiliana, anche la cittadinanza spagnola.

### Sponsorizzazioni
Ronaldo è stato uno degli atleti di punta dell'azienda sportiva americana Nike, che ha continuato a sfruttarne l'immagine anche dopo il suo ritiro dal calcio giocato.
Nel 2000 è uscito il videogioco Ronaldo V-Football, pubblicato dalla casa francese Infogrames e sponsorizzato dallo stesso Ronaldo: per questo motivo, il suo nome non era citato in FIFA 99 dell'americana Electronic Arts in quanto i diritti per il suo nome appartenevano a Infogrames. Al posto di "Ronaldo", dunque, compariva il nome "G. Silva" nella versione per PC, "A. Calcio" in quella per PlayStation mentre in quella per Nintendo 64 era "G. Silva" nella rosa dell'Inter e "Calcio" in quella della nazionale brasiliana. Compariva invece come "No. 9" nei successivi FIFA 2000 e FIFA 2001.

## Caratteristiche tecniche
(Fabio Cannavaro, dall'intervista di Walter Veltroni per Corriere dello Sport - Stadio, 13 febbraio 2016)

Ronaldo in una delle sue classiche accelerazioni palla al piede

Descritto da numerosi difensori di livello internazionale come il più pericoloso centravanti mai affrontato, Ronaldo è stato un attaccante completo: forte fisicamente e prolifico sotto porta, era uno dei giocatori più rapidi al mondo, ma sapeva abbinare alla velocità un vasto repertorio tecnico che comprendeva finte, dribbling, elastici e doppi passi. Risultava altresì essenziale nelle giocate: dopo aver superato il diretto avversario, era solito concludere repentinamente a rete, evitando sterili virtuosismi. La sua carriera è stata costellata da gravi infortuni che, pur frenando la sua ascesa, non gli hanno comunque impedito di mantenere alti livelli di rendimento: si stima che, ultratrentenne, fosse ancora in grado di raggiungere una velocità di 36 km/h, a fronte di una mobilità notevolmente ridotta. Capace di tirare con entrambi i piedi, era inoltre abile nel servire assist ai compagni; talvolta si incaricava anche della battuta dei calci di punizione, pur senza esserne uno specialista. Appariva invece carente nel gioco aereo.

## Carriera

### Giocatore

#### Club

##### Gli esordi
Giovane raccattapalle del Flamengo, Ronaldo si mise in luce molto giovane con il Valqueire, squadra di futsal, e a sedici anni fu ingaggiato dal São Cristóvão, squadra dell'omonimo quartiere di Rio de Janeiro, dove si fece subito notare nelle giovanili, esordendo con una tripletta contro il Tomazinho e segnando in tre stagioni 44 gol in 73 incontri.

##### Cruzeiro
Nel 1993 passò dal calcio carioca a quello mineiro, messo sotto contratto dal Cruzeiro di Belo Horizonte (Minas Gerais) su indicazione di Jairzinho, campione del mondo 1970 ed ex giocatore del club mineiro, che aveva acquistato il cartellino del giocatore dal São Cristóvão.
Nella prima stagione al Cruzeiro Ronaldo si divise tra giovanili e prima squadra; con le giovanili fu il miglior marcatore della propria compagine nella Supertaça Minas Gerais. Esordì invece con la prima squadra il 25 maggio 1993, a 16 anni e otto mesi, contro la Caldense in una partita valida per il Campionato Mineiro. Dopo una serie di amichevoli giocate nell'agosto 1993 (sette partite e quattro gol), divenne titolare nel campionato nazionale dove realizzò dodici gol in quattordici incontri, attestandosi poco sotto la media realizzativa di una rete a partita e risultando il miglior marcatore della propria squadra e il terzo in assoluto alle spalle di Guga (14 gol) e Clóvis (13). Di queste dodici reti la prima, che fu anche il primo gol di Ronaldo con la maglia della prima squadra del Cruzeiro in partite ufficiali, fu segnata il 9 settembre 1993 contro il Bahia. Sempre contro la squadra di Salvador il 7 novembre seguente realizzò una cinquina che gli permise di eguagliare il record di gol segnati in un solo match del Brasileirão nonché di stabilire il primato personale di reti realizzate in un unico incontro come professionista. Nel corso della stagione 1993 Ronaldo vinse la Coppa del Brasile con il Cruzeiro, anche se non fu mai schierato durante la competizione (conclusasi nel mese di giugno), e la classifica dei marcatori della Supercoppa Sudamericana grazie a otto gol segnati in quattro partite (una tripletta e una doppietta contro il Colo-Colo negli ottavi di finale e poi un gol e un'altra doppietta contro il Nacional, che eliminò il Cruzeiro nei quarti di finale ai rigori).
L'anno seguente, invece, fu capocannoniere del Campionato Mineiro, vinto dal Cruzeiro, con ventidue reti in diciotto partite alle quali se ne aggiunsero anche altre due nelle otto partite giocate in Coppa Libertadores, entrambe a Belo Horizonte contro squadre argentine: la prima nell'1-1 contro il Vélez Sarsfield e la seconda nella vittoria per 2-1 contro il Boca Juniors, quest'ultimo realizzato partendo da centrocampo e depositando la palla in rete dopo aver dribblato quattro avversari, tra cui il portiere.

##### PSV
Quando, nel 1994, Ronaldo andò a giocare in Europa, ingaggiato dal PSV per 6 milioni di dollari USA, lo fece da campione del mondo, pur non essendo mai sceso in campo nella Coppa del Mondo FIFA disputatasi in estate negli Stati Uniti. Nella prima stagione ad Eindhoven, realizzò trenta gol in trentatré presenze in campionato, laureandosi capocannoniere del torneo. In Coppa UEFA mise a segno, inoltre, una tripletta contro il Bayer Leverkusen.
La seconda stagione fu caratterizzata da un infortunio al ginocchio che lo costrinse a saltare diverse partite, ma fu ugualmente capace di mettere a segno dodici gol in tredici presenze in campionato. Al termine dell'annata festeggiò pure il primo trofeo in Europa, la Coppa d'Olanda. In totale nelle due stagioni trascorse a Eindhoven, tra campionato olandese, coppe nazionali e internazionali, Ronaldo in 57 incontri mise a segno 54 gol, 42 dei quali in campionato.

##### Barcellona

Ronaldo in azione al Barcellona nella semifinale della vittoriosa Coppa delle Coppe 1996-1997

Nel 1996, non ancora ventenne, fu ceduto al Barcellona per 20 milioni di dollari. In maglia blaugrana mantenne un elevato rendimento, tanto da segnare 34 gol in 37 partite di campionato (record eguagliato solamente da Lionel Messi nel 2009-10) che gli valsero il titolo di Pichichi e la Scarpa d'oro quale miglior marcatore dei principali campionati d'Europa. In Spagna vinse anche il suo primo trofeo internazionale, la Coppa delle Coppe 1996-1997, realizzando cinque gol in sette presenze. Fu l'autore del calcio di rigore decisivo che permise ai catalani di battere 1-0 il Paris Saint-Germain nella finale di Rotterdam. Con sei gol in quattro presenze, trascinò il Barcellona anche alla conquista della Coppa del Re. A fine stagione il bottino complessivo fu di 47 reti in 49 partite ufficiali.

##### Inter

###### 1997-1998: il Pallone d'oro e la Coppa UEFA

Ronaldo posa a San Siro con il Pallone d'oro 1997, vinto quale miglior giocatore della confederazione calcistica europea

Da tempo nel mirino dell'Inter, dopo aver superato la concorrenza di club come Rangers e Lazio, il 21 giugno 1997 viene reso ufficiale il suo acquisto da parte del club nerazzurro, sebbene avesse rinnovato il proprio contratto col Barcellona da meno di un mese. La società milanese versò l'intera clausola rescissoria di 48 miliardi di lire presente nel contratto del calciatore – più un ulteriore indennizzo pari a circa 3 miliardi di lire stabilito dalla FIFA –, che rese il suo acquisto il più costoso della storia del calcio (record battuto nel 1998 con l'acquisto di Denílson da parte del Betis).
Esordì ufficialmente in Serie A il 31 agosto contro il Brescia, partita vinta 2-1. Nella successiva giornata di campionato segnò, nel 4-2 al Bologna, la prima rete. I suoi venticinque gol (record assoluto per un esordiente in Italia) non bastarono all'Inter per vincere lo scudetto né, a lui, per trionfare tra i marcatori: Oliver Bierhoff, infatti, lo precedette di due reti. Vinse comunque la Coppa UEFA – unico trofeo dell'esperienza nerazzurra –, rivelandosi spesso determinante grazie alle sei reti messe a segno: spiccano, fra queste, la decisiva doppietta realizzata contro lo Spartak Mosca nella semifinale di ritorno e il gol che fissò il punteggio sul definitivo 3-0 nella finale con la Lazio. In questa stagione (precisamente il 23 dicembre 1997) ricevette il Pallone d'oro, e successivamente (il 12 gennaio 1998) anche il premio FIFA World Player.

###### 1998-2001: la fascia da capitano e i gravi infortuni
L'annata seguente fu invece negativa sul piano dei risultati e tribolata su quello personale, con il giocatore – nominato capitano, al posto di Giuseppe Bergomi, sul finire del campionato – costretto a saltare numerose partite a causa di reiterati problemi alle ginocchia.

Ronaldo capitano interista nella stagione 1999-2000

I suddetti guai fisici deflagrarono nella stagione 1999-2000, allorché il brasiliano fu vittima di due gravi infortuni che, da lì in avanti, limitarono notevolmente il suo contributo alla causa interista, tanto che il suo impiego col nuovo partner d'attacco Christian Vieri – il quale, nelle intenzioni della società e secondo i pronostici degli addetti ai lavori, avrebbe composto con Ronaldo un tandem di altissimo livello – fu limitato a undici gare per un totale di 667 minuti in tre anni. Il primo incidente fu quello riportato contro il Lecce il 21 novembre 1999, quando Ronaldo si lesionò il tendine rotuleo del ginocchio destro. Dopo un intervento chirurgico, tornò in campo il 12 aprile 2000: nella finale di andata di Coppa Italia (ancora contro la Lazio) il ginocchio cedette di nuovo, a 6' dal suo ingresso in campo, e il tendine si ruppe completamente.

###### 2001-2002: lo scudetto perso all'ultima giornata

Ronaldo in maglia nerazzurra nel precampionato 2001-2002

Sebbene il suo ritorno all'attività fosse stato stimato per gli inizi del 2001, le conseguenze del trauma subìto e la riabilitazione gli permisero di scendere nuovamente in campo solo sul finire dell'anno, il 20 settembre, nella partita di Coppa UEFA contro il Brașov. Ripresosi da ulteriori fastidi fisici di minore entità, e dopo aver nel frattempo ceduto a Javier Zanetti la fascia da capitano, il 9 dicembre tornò a segnare nel 3-1 in casa del Brescia. Nonostante il suo contributo in termini di gol (sette), l'Inter mancò ancora il tricolore: nell'ultima giornata si arrese per 4-2 alla Lazio, venendo sorpassata in cima alla classifica da Juventus e Roma; l'attaccante, che nel secondo tempo aveva lasciato il posto a Mohamed Kallon, fu ripreso in lacrime dalle telecamere.

##### Real Madrid

###### 2002-2003: il secondo Pallone d'oro, la Coppa Intercontinentale e la Liga
L'estate 2002, che fece seguito al lustro interista, segnò un rapporto sempre più complicato con il tecnico nerazzurro Héctor Cúper. La rottura fu tale che il 31 agosto, nelle ultime ore di calciomercato, il brasiliano fu ceduto al Real Madrid. Il club iberico pagò 45 milioni di euro. Riguardo al rapporto ormai logoro con il tecnico argentino, il calciatore sostenne la loro incompatibilità anche davanti al presidente Moratti motivando la permanenza di Cúper come la causa del suo addio.
Per via di un infortunio, esordì in Liga solo il 6 ottobre 2002 nella partita contro l'Alavés, nella quale realizzò una doppietta in 26 minuti. Con i campioni d'Europa, si aggiudicò subito la Coppa Intercontinentale, segnando il primo gol della finale contro l'Olimpia (terminata sul 2-0). Al termine dell'anno ricevette, per la seconda volta, il Pallone d'oro. La stagione 2002-2003 gli permise di aggiungere al proprio palmarès un titolo spagnolo, alla cui conquista contribuì con ventitré reti. In Champions League realizzò sei gol in undici presenze, tra cui una memorabile tripletta contro il Manchester United a Old Trafford.

###### 2003-2005: il secondo titolo diPichichie le delusioni europee
L'annata successiva si aprì con il successo nella Supercoppa nazionale ai danni del Maiorca, con Ronaldo che andò a segno nella gara di ritorno vinta per 3-0. Il 3 dicembre 2003 segnò nel derby di campionato contro l'Atlético Madrid dopo soli quindici secondi, mentre tre giorni dopo un suo gol decisivo permise al Real Madrid di battere il Barcellona al Camp Nou. A fine stagione, con ventiquattro gol in trentadue presenze, si assicurò il secondo titolo personale di Pichichi. In Champions League mise a segno quattro reti in nove apparizioni, ma il cammino dei madrileni si interruppe amaramente già ai quarti di finale contro i sorprendenti francesi del Monaco, poi finalisti del torneo.
La stagione 2004-2005 vide avvicendarsi sulla panchina del Real Madrid ben tre allenatori. Ronaldo realizzò ventun gol in trentaquattro presenze nella Liga, mentre l'apporto in Champions League non fu altrettanto rilevante, con soli tre gol in dieci presenze e una nuova prematura eliminazione, stavolta agli ottavi di finale.

###### 2005-2007: l'epilogo

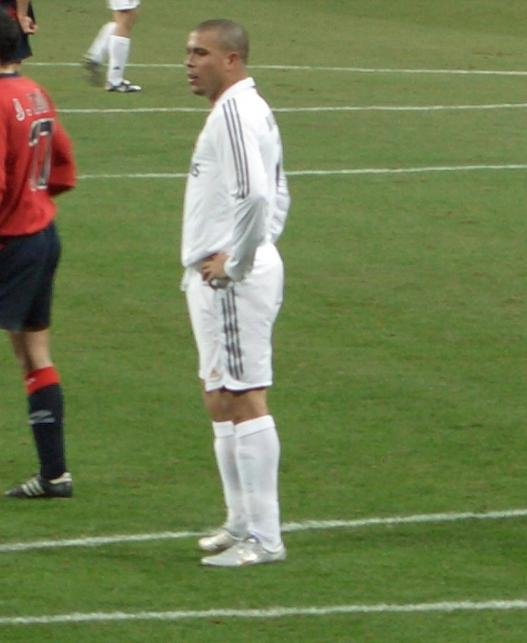
Ronaldo con il nella stagione 2005-2006

L'annata successiva, contrassegnata da qualche infortunio di troppo, vide calare il numero di realizzazioni anche in Liga (quattordici in ventiquattro presenze). Nell'estate del 2006 il nuovo allenatore Fabio Capello chiese alla società l'acquisto di un altro centravanti, l'olandese Ruud van Nistelrooy, che contribuì a diminuire lo spazio in squadra per Ronaldo. L'attaccante brasiliano, infatti, manifestava ormai evidenti problemi di peso che causarono dissidi con il tecnico; da qui la decisione di lasciare il club nella finestra invernale del calciomercato. Il bilancio complessivo dell'esperienza di quattro anni e mezzo con le «merengues» fu di 177 incontri e 104 realizzazioni.

##### Milan
Il 30 gennaio 2007 Ronaldo approdò al Milan in cambio di 7,5 milioni di euro più 500 000 euro di bonus in caso di qualificazione alla Champions League 2007-2008. In base al regolamento UEFA, che proibiva a qualsiasi calciatore di giocare in una stagione sportiva europea con due o più squadre diverse, Ronaldo non poté essere schierato nell'edizione 2006-2007 della Champions League, essendo già stato utilizzato in precedenza dal Real Madrid e non venendo pertanto considerato vincitore accanto ai suoi compagni rossoneri dopo la vittoriosa edizione.
L'esordio in campionato con il Milan avvenne l'11 febbraio 2007 contro il Livorno, partita vinta per 2-1. Nella giornata successiva, in trasferta contro il Siena, realizzò una doppietta nell'incontro vinto dal Milan per 4-3. Nel derby dell'11 marzo 2007, realizzò il gol del provvisorio 1-0 contro l'Inter, che tuttavia vinse l'incontro per 2-1. Con sette gol in quattordici presenze, il brasiliano contribuì al raggiungimento della quarta posizione, che assicurava ai rossoneri la qualificazione alla successiva edizione della Champions League.

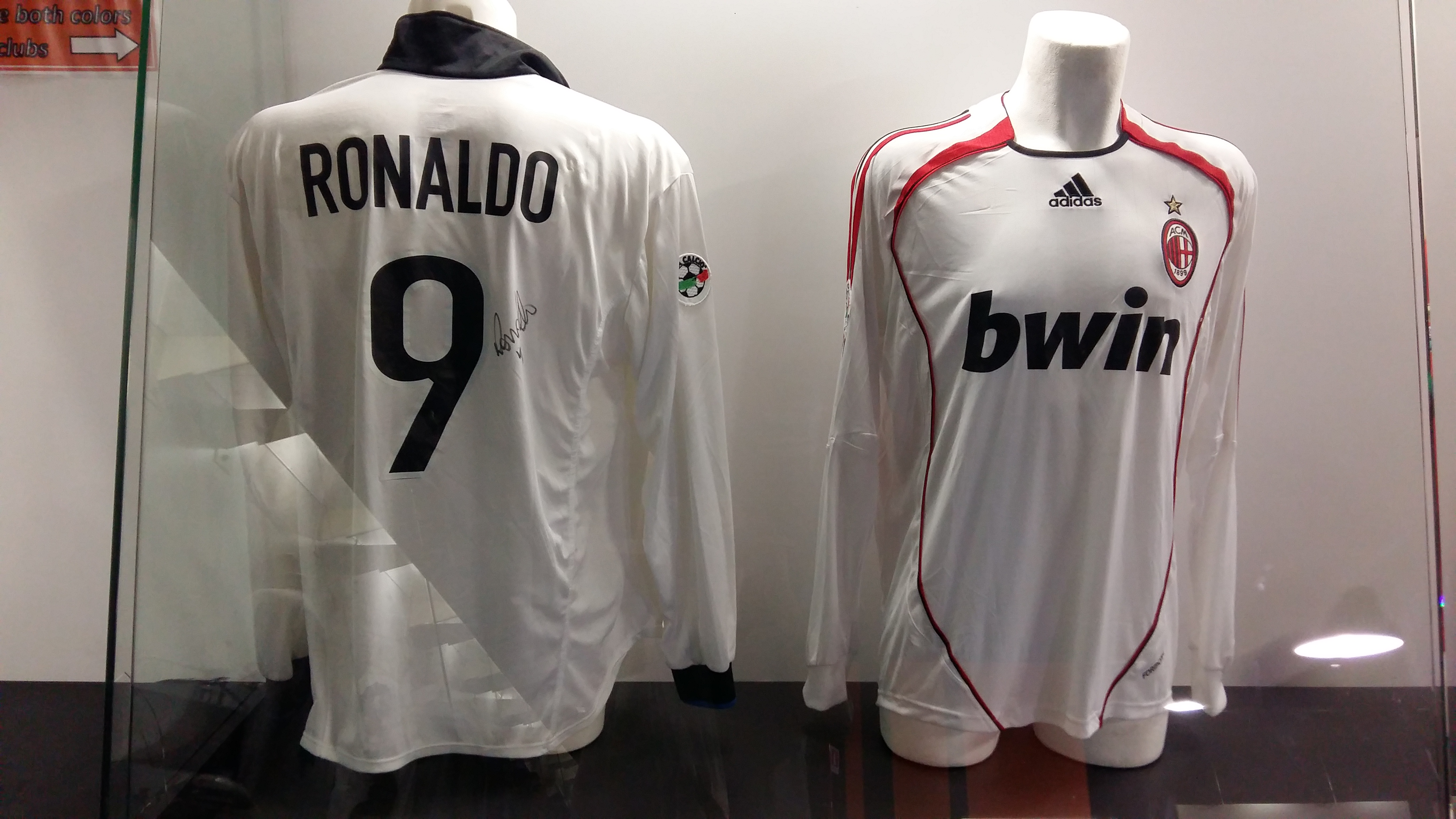
Una maglia di Ronaldo al (a destra) esposta nel museo di San Siro

Nella stagione 2007-2008 fu vittima di diversi infortuni, che lo costrinsero a saltare la Supercoppa UEFA e la Coppa del mondo per club, entrambe conquistate dal Milan. Rientrato nel gennaio 2008, subì un nuovo grave infortunio il mese successivo contro il Livorno, riportando la rottura del tendine rotuleo del ginocchio sinistro. Fu operato il giorno seguente a Parigi da Eric Rolland con la consulenza di Gérard Saillant, il medico che l'aveva operato otto anni prima. Svolse il programma di recupero tra Italia e Brasile. Il 29 aprile venne trovato in compagnia di tre prostitute transessuali in un motel di Rio de Janeiro. La polizia riferì che le tre avrebbero cercato di estorcere al giocatore 50 000 real (circa 20 000 euro) affinché non raccontassero dell'accaduto ai media. Il 30 giugno 2008 giunse a scadenza il suo contratto con il Milan, che decise di non rinnovarlo per la stagione seguente. L'attaccante brasiliano rimase quindi senza contratto per la prima volta in carriera.

##### Corinthians

###### 2009: il campionato Paulista e la Coppa del Brasile

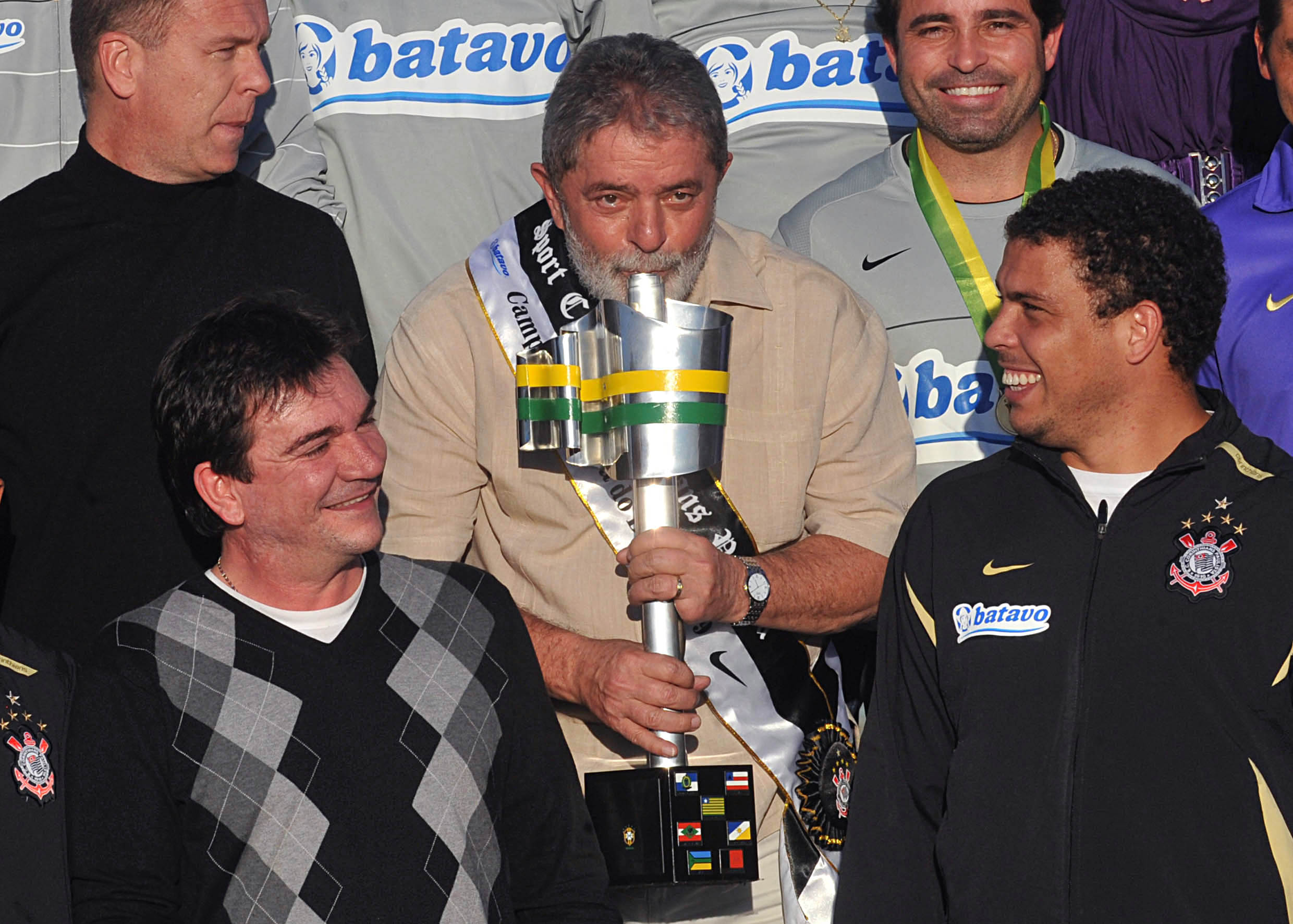
Ronaldo celebra la vittoria della Coppa del Brasile 2009 con il presidente brasiliano Lula (al centro)

Dopo la scadenza del contratto con il Milan, Ronaldo continuò il lavoro di recupero nel centro di allenamento del Flamengo, assistito dal medico della squadra di Rio de Janeiro e della nazionale brasiliana Runco.
Nel dicembre 2008 trovò un accordo per giocare con il Corinthians, appena ritornato in Série A.
L'esordio con il Corinthians avvenne il 4 marzo 2009, subentrando a Jorge Henrique al 66º minuto della partita di Coppa del Brasile in casa dell'Itumbiara (2-0 per i paulisti). Tornò così a disputare una partita a tredici mesi dall'infortunio al ginocchio. L'8 marzo 2009 tornò anche al gol, segnando di testa nei minuti di recupero la rete del definitivo 1-1 contro il Palmeiras, partita valida per il Campionato Paulista. Fu protagonista della finale di andata del Campionato Paulista 2009, realizzando due dei tre gol con cui il Corinthians sconfisse il Santos al Vila Belmiro. Dopo la finale di ritorno, terminata 1-1, il Corinthians si laureò campione paulista 2009 e Ronaldo fu eletto miglior giocatore del torneo.
Il 1º luglio 2009 vinse la Coppa del Brasile, la seconda personale, nella doppia finale contro l'Internacional (4-2 il risultato complessivo), segnando anche un gol nella partita di andata a San Paolo del 18 giugno 2009 terminata 2-0 per il Corinthians. L'8 luglio 2009 segnò la sua prima tripletta con il Corinthians, in campionato contro il Fluminense, oltre a fornire l'assist per il quarto gol segnato da Dentinho (4-2 il risultato finale). Queste furono le sue prime reti nel campionato brasiliano 2009. Il 26 luglio 2009 si infortunò alla mano sinistra nella partita contro il Palmeiras, venendo operato il 29 luglio per ridurre la frattura al terzo e quarto metacarpo. Tornato nel finale di stagione, terminò il campionato brasiliano 2009 con dodici reti in venti partite.

###### 2010-2011: il finale di carriera

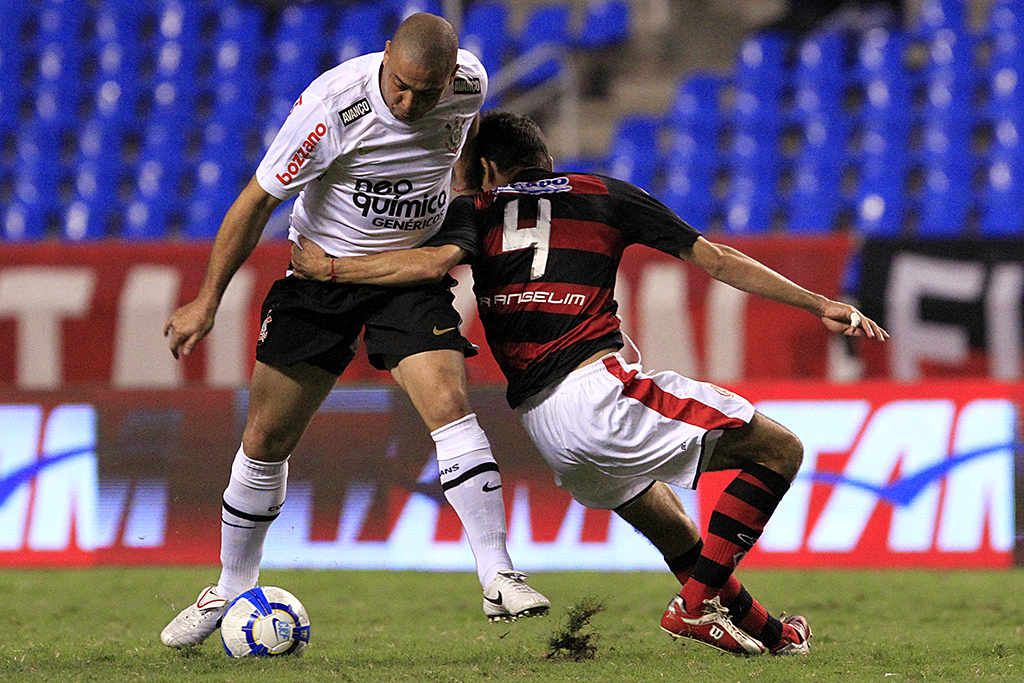
Ronaldo in azione contro il nel campionato 2010

Il 22 febbraio 2010 Ronaldo annunciò il prolungamento del suo contratto fino al 2011, esprimendo l'intenzione di diventare ambasciatore del Corinthians una volta terminata l'attività agonistica. Il 1º aprile 2010, reduce da un periodo sfortunato (due reti in dieci partite), tornò a segnare portando alla vittoria la sua squadra. Nell'occasione si rese decisivo nella partita di Coppa Libertadores 2010 contro il paraguaiani del Cerro Porteño, mantenendo i brasiliani in vetta al girone 1 con dieci punti in quattro giornate. Si ripeté due giorni dopo, il 3 aprile, nel 2-0 contro l'Ituano (rendendosi decisivo anche per l'1-0 di Jucilei), nella partita di Campionato Paulista che mantenne il Corinthians al 4º posto.
Dopo 112 giorni lontano dai campi di gioco per via di diversi infortuni e di una forma fisica scadente per il sovrappeso accumulato durante l'inattività, Ronaldo tornò a disputare una partita ufficiale il 29 agosto 2010 contro il Vitória, gara nella quale rimase in campo per un'ora. Nella successiva partita disputata l'8 settembre 2010, tornò al gol su rigore contro l'Atlético Paranaense, la stessa squadra contro cui aveva segnato l'ultima rete quattro mesi prima.
Nella stagione seguente, dopo il ritiro di William, Ronaldo divenne capitano del Corinthians. Tra gennaio e febbraio disputò quattro partite, due nel Campionato Paulista e altrettante nel turno preliminare della Coppa Libertadores, dove il Timão venne eliminato dal Deportes Tolima, senza riuscire a segnare alcun gol. Il 14 febbraio 2011, a 34 anni e con dieci mesi di anticipo rispetto a quanto programmato in precedenza, Ronaldo annunciò il suo ritiro dal calcio giocato per via dei numerosi problemi fisici che ne condizionavano il rendimento, tra cui anche l'aumento di peso dovuto all'ipotiroidismo, malattia diagnosticatagli durante il suo periodo al Milan e che non aveva potuto curare adeguatamente in quanto i farmaci usati per trattarla erano considerati dopanti.

#### Nazionale

##### Nazionali giovanili
Ronaldo entrò nel giro delle nazionali giovanili brasiliane ai tempi del São Cristóvão. Con il Brasile under 17 prese parte al Sudamericano di categoria del 1993 in Colombia, dove è stato capocannoniere della manifestazione con otto gol.
In seguito partecipò al torneo olimpico di calcio del 1996 ad Atlanta, dove la nazionale olimpica brasiliana vinse la medaglia di bronzo e Ronaldo fu il secondo miglior marcatore della propria squadra (cinque gol in sei partite) alle spalle del fuoriquota Bebeto (capocannoniere insieme a Hernán Crespo a quota sei reti). Ronaldo durante la competizione aveva sulla maglia il nome "Ronaldinho" per distinguersi dal compagno Ronaldo Guiaro.

##### Nazionale maggiore

###### 1994-1998: l'esordio, il mondiale statunitense e l'affermazione
L'esordio in nazionale maggiore di Ronaldo avvenne il 23 marzo 1994 a Recife in una gara amichevole contro l'Argentina, mentre il primo gol con la nazionale verdeoro Ronaldo lo realizzò nella partita seguente, vinta per 3-0 contro l'Islanda, il 4 maggio. Fu tra i ventidue convocati per il campionato del mondo 1994, ma non scese mai in campo. Siccome il Brasile vinse quell'edizione del mondiale in finale contro l'Italia, Ronaldo poté fregiarsi del titolo di campione del mondo, all'età di 17 anni, diventando il secondo minorenne a vincere un mondiale dopo Pelé nel 1958.
Nel 1995 si piazzò secondo in Coppa America e nel 1997 vinse il torneo e la palma di miglior giocatore della competizione. Nel 1997 parte anche al Torneo di Francia, realizzando un gol nel percorso che condusse il Brasile al secondo posto, e trionfò nella Confederations Cup dello stesso anno, manifestazione in cui realizzò quattro reti (di cui tre in finale contro l'Australia).

###### 1998-2002: il mondiale di Francia e la lunga assenza per infortuni
Guidò il Brasile campione del mondo alla difesa del titolo nel campionato del mondo 1998 in Francia, realizzando quattro gol in sei partite e aiutando la sua nazionale a raggiungere la finale contro i padroni di casa della Francia. Il pomeriggio precedente l'ultimo atto del torneo, nella sede del ritiro della nazionale brasiliana nei pressi di Parigi, Ronaldo fu colto da convulsioni; inizialmente fu escluso in favore di Edmundo, ma fu reintegrato poco prima dell'inizio della finale, che non giocò al proprio meglio. La Francia batté il Brasile per 3-0 e vinse la Coppa del Mondo, ma il giallo sul malore che aveva colto Ronaldo la sera prima divenne un caso mondiale.
Nel 1999 vinse un'altra Coppa America, laureandosi anche capocannoniere del torneo a pari merito con Rivaldo.
Nei successivi due anni e mezzo, Ronaldo non poté vestire la maglia del Brasile, a causa dagli infortuni patiti durante la militanza nell'Inter.

###### 2002-2006: il mondiale nippo-coreano vinto da protagonista e quello tedesco

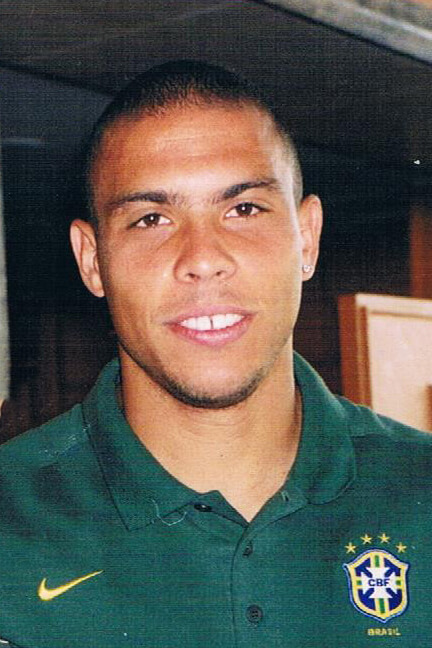
Ronaldo con la nazionale brasiliana nel 2002

Tornò in nazionale a pochi mesi dall'inizio del campionato del mondo 2002, che si giocò in Corea del Sud e Giappone. Ronaldo vinse la classifica marcatori del torneo con otto gol in sette partite e fu la stella della squadra che arrivò in finale per la terza volta consecutiva. Questa volta l'avversaria per il titolo fu la Germania, che il Brasile batté per 2-0 proprio grazie a una doppietta di Ronaldo.
Partecipò infine al campionato del mondo 2006, il suo quarto personale, nel quale realizzò tre gol nelle cinque partite disputate dal Brasile, che fu eliminato ai quarti di finale perdendo per 1-0 contro la Francia. Il gol realizzato al Ghana agli ottavi di finale gli valse un record che avrebbe resistito fino al 2014, quando fu battuto da Miroslav Klose: in tre edizioni della Coppa del mondo, il brasiliano segnò quindici gol (quattro nel 1998, otto nel 2002 e tre nel 2006), uno in più di Gerd Müller, divenendo il miglior marcatore della storia del campionato mondiale di calcio.
Dopo il campionato del mondo del 2006, la Seleção visse un grande ricambio generazionale e numerosi giocatori tra i quali Cafu, Roberto Carlos e lo stesso Ronaldo lasciarono la nazionale.

###### 2011: la partita d'addio
Cinque anni dopo l'ultima presenza, avvenuta il 1º luglio 2006, la CBF organizzò una partita di addio per Ronaldo in concomitanza col suo ritiro dal calcio giocato: venne fissata un'amichevole contro la Romania per il 7 giugno 2011 al Pacaembu di San Paolo, stadio di casa del Corinthians, ultima squadra del Fenomeno. Ronaldo disputò gli ultimi quindici minuti del primo tempo, sostituendo Fred, autore dell'unico gol dell'incontro. Fu l'ultima delle sue 98 presenze ufficiali in maglia verdeoro (62 le reti).

### Dopo il ritiro

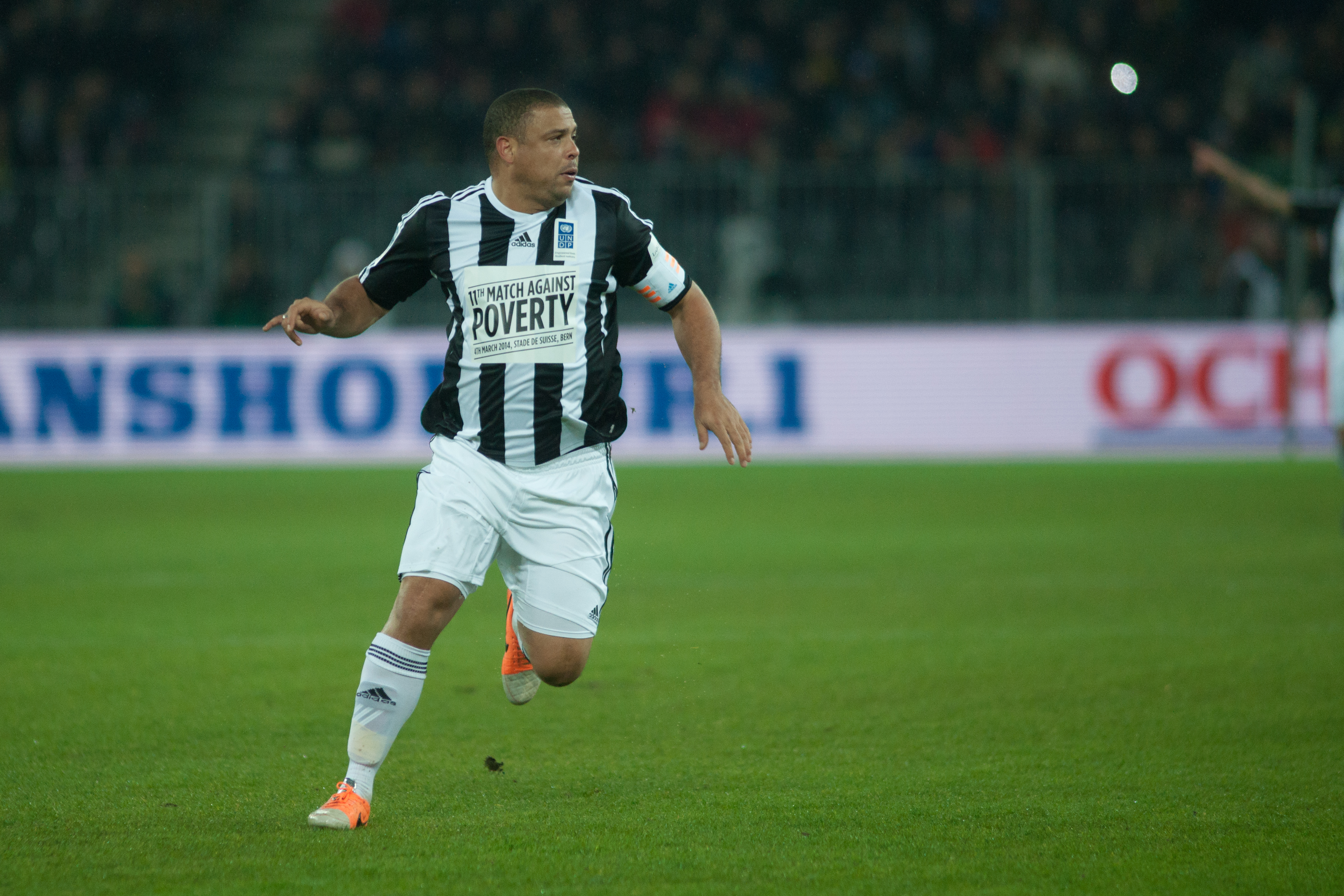
Ronaldo durante la Partita contro la povertà del 2014

Dopo il ritiro dal calcio giocato, Ronaldo ha continuato a partecipare alle iniziative promosse dal Programma delle Nazioni Unite per lo Sviluppo (UNDP), del quale è ambasciatore dal 2000. Insieme ad altri grandi ex calciatori, è sceso in campo più volte nel tradizionale incontro benefico promosso dalle Nazioni Unite allo scopo di raccogliere fondi e sensibilizzare l'opinione pubblica mondiale sul tema della povertà.
Nel febbraio 2011 ha avviato, insieme a Marcus Buaiz, la 9ine Sport & Entertainment, una società di sportmarketing che si occupa della gestione dell'immagine di calciatori e sportivi brasiliani. Nel dicembre dello stesso anno è entrato a far parte del consiglio di amministrazione del Comitato Organizzatore Locale brasiliano (Comitê Organizador Local da Copa do Mundo da FIFA Brasil 2014 - COL) in vista del campionato del mondo 2014.
Il 12 dicembre 2014 Ronaldo ha acquistato il 10% delle quote dei Fort Lauderdale Strikers, club militante nella North American Soccer League, diventandone un socio di minoranza. Il 15 gennaio 2015, nel corso di una conferenza stampa, ha dichiarato di escludere un futuro da allenatore e di avere l'intenzione di fondare un'accademia giovanile negli Stati Uniti.
Il 3 settembre 2018 annuncia di aver acquistato il 51% delle azioni del Real Valladolid, club allora militante nella Primera División.
Il 18 dicembre 2021 acquista il 90% delle quote del Cruzeiro. Il 27 ottobre 2023 lascia la poltrona da presidente al connazionale Lidson Potsch Magalhães, rimanendo solo proprietario. Il successivo 29 aprile 2024 il campione brasiliano cede il suo 90% di quote per la cifra di 109 milioni di euro a Pedro Laurenço, che assume il controllo attraverso la società BPW Sports, mantenendo un posto nel consiglio direttivo.

## Statistiche

### Presenze e reti nei club
Tra club, nazionale maggiore, nazionali giovanili e nazionale olimpica, Ronaldo ha collezionato 646 presenze e 442 reti, alla media di 0.68 gol a partita.
Statistiche aggiornate al termine della carriera da calciatore.
| Stagione           | Squadra            | Campionato         | Campionato | Campionato | Coppe nazionali | Coppe nazionali | Coppe nazionali | Coppe continentali | Coppe continentali | Coppe continentali | Altre coppe | Altre coppe | Altre coppe | Totale | Totale |
| Stagione           | Squadra            | Comp               | Pres       | Reti       | Comp            | Pres            | Reti            | Comp               | Pres               | Reti               | Comp        | Pres        | Reti        | Pres   | Reti   |
| ------------------ | ------------------ | ------------------ | ---------- | ---------- | --------------- | --------------- | --------------- | ------------------ | ------------------ | ------------------ | ----------- | ----------- | ----------- | ------ | ------ |
| 1993               | Cruzeiro           | M1/MG+A            | 2+14       | 0+12       | CB              | 0               | 0               | -                  | -                  | -                  | SS+RSA      | 4+1         | 8+0         | 21     | 20     |
| gen.-giu. 1994     | Cruzeiro           | M1/MG              | 18         | 22         | -               | -               | -               | CL                 | 8                  | 2                  | -           | -           | -           | 26     | 24     |
| Totale Cruzeiro    | Totale Cruzeiro    | Totale Cruzeiro    | 20+14      | 22+12      |                 | 0               | 0               |                    | 8                  | 2                  |             | 5           | 8           | 47     | 44     |
| 1994-1995          | PSV                | ED                 | 33         | 30         | CO              | 1               | 2               | CU                 | 2                  | 3                  | -           | -           | -           | 36     | 35     |
| 1995-1996          | PSV                | ED                 | 13         | 12         | CO              | 3               | 1               | CU                 | 5                  | 6                  | -           | -           | -           | 21     | 19     |
| Totale PSV         | Totale PSV         | Totale PSV         | 46         | 42         |                 | 4               | 3               |                    | 7                  | 9                  |             | -           | -           | 57     | 54     |
| 1996-1997          | Barcellona         | PD                 | 37         | 34         | CR              | 4               | 6               | CdC                | 7                  | 5                  | SS          | 1           | 2           | 49     | 47     |
| 1997-1998          | Inter              | A                  | 32         | 25         | CI              | 4               | 3               | CU                 | 11                 | 6                  | -           | -           | -           | 47     | 34     |
| 1998-1999          | Inter              | A                  | 19         | 14         | CI              | 2+1             | 0+0             | UCL                | 6                  | 1                  | -           | -           | -           | 28     | 15     |
| 1999-2000          | Inter              | A                  | 7          | 3          | CI              | 1               | 0               | -                  | -                  | -                  | -           | -           | -           | 8      | 3      |
| 2000-2001          | Inter              | A                  | 0          | 0          | CI              | 0               | 0               | UCL+CU             | 0                  | 0                  | SI          | 0           | 0           | 0      | 0      |
| 2001-2002          | Inter              | A                  | 10         | 7          | CI              | 1               | 0               | CU                 | 5                  | 0                  | -           | -           | -           | 16     | 7      |
| Totale Inter       | Totale Inter       | Totale Inter       | 68         | 49         |                 | 8+1             | 3+0             |                    | 22                 | 7                  |             | 0           | 0           | 99     | 59     |
| 2002-2003          | Real Madrid        | PD                 | 31         | 23         | CR              | 1               | 0               | UCL                | 11                 | 6                  | CInt        | 1           | 1           | 44     | 30     |
| 2003-2004          | Real Madrid        | PD                 | 32         | 24         | CR              | 5               | 2               | UCL                | 9                  | 4                  | SS          | 2           | 1           | 48     | 31     |
| 2004-2005          | Real Madrid        | PD                 | 34         | 21         | CR              | 1               | 0               | UCL                | 10                 | 3                  | -           | -           | -           | 45     | 24     |
| 2005-2006          | Real Madrid        | PD                 | 23         | 14         | CR              | 2               | 1               | UCL                | 2                  | 0                  | -           | -           | -           | 27     | 15     |
| 2006-gen. 2007     | Real Madrid        | PD                 | 7          | 1          | CR              | 2               | 1               | UCL                | 4                  | 2                  | -           | -           | -           | 13     | 4      |
| Totale Real Madrid | Totale Real Madrid | Totale Real Madrid | 127        | 83         |                 | 11              | 4               |                    | 36                 | 15                 |             | 3           | 2           | 177    | 104    |
| gen.-giu. 2007     | Milan              | A                  | 14         | 7          | CI              | 0               | 0               | UCL                | -                  | -                  | -           | -           | -           | 14     | 7      |
| 2007-2008          | Milan              | A                  | 6          | 2          | CI              | 0               | 0               | UCL                | 0                  | 0                  | SU+Cmc      | 0           | 0           | 6      | 2      |
| Totale Milan       | Totale Milan       | Totale Milan       | 20         | 9          |                 | 0               | 0               |                    | 0                  | 0                  |             | 0           | 0           | 20     | 9      |
| 2009               | Corinthians        | A1/SP+A            | 10+20      | 8+12       | CB              | 8               | 3               | -                  | -                  | -                  | -           | -           | -           | 38     | 23     |
| 2010               | Corinthians        | A1/SP+A            | 9+11       | 3+6        | -               | -               | -               | CL                 | 7                  | 3                  | -           | -           | -           | 27     | 12     |
| gen.-feb. 2011     | Corinthians        | A1/SP              | 2          | 0          | -               | -               | -               | CL                 | 2                  | 0                  | -           | -           | -           | 4      | 0      |
| Totale Corinthians | Totale Corinthians | Totale Corinthians | 21+31      | 11+18      |                 | 8               | 3               |                    | 9                  | 3                  |             | -           | -           | 69     | 35     |
| Totale carriera    | Totale carriera    | Totale carriera    | 384        | 280        |                 | 35+1            | 19+0            |                    | 89                 | 41                 |             | 9           | 12          | 518    | 352    |

### Cronologia presenze e reti in nazionale
| Cronologia completa delle presenze e delle reti in nazionale ― Brasile | Cronologia completa delle presenze e delle reti in nazionale ― Brasile | Cronologia completa delle presenze e delle reti in nazionale ― Brasile | Cronologia completa delle presenze e delle reti in nazionale ― Brasile | Cronologia completa delle presenze e delle reti in nazionale ― Brasile | Cronologia completa delle presenze e delle reti in nazionale ― Brasile | Cronologia completa delle presenze e delle reti in nazionale ― Brasile | Cronologia completa delle presenze e delle reti in nazionale ― Brasile |
| Data                                                                   | Città                                                                  | In casa                                                                | Risultato                                                              | Ospiti                                                                 | Competizione                                                           | Reti                                                                   | Note                                                                   |
| ---------------------------------------------------------------------- | ---------------------------------------------------------------------- | ---------------------------------------------------------------------- | ---------------------------------------------------------------------- | ---------------------------------------------------------------------- | ---------------------------------------------------------------------- | ---------------------------------------------------------------------- | ---------------------------------------------------------------------- |
| 23-3-1994                                                              | Recife                                                                 | Brasile                                                                | 2 – 0                                                                  | Argentina                                                              | Amichevole                                                             | -                                                                      |                                                                        |
| 4-5-1994                                                               | Florianópolis                                                          | Brasile                                                                | 3 – 0                                                                  | Islanda                                                                | Amichevole                                                             | 1                                                                      |                                                                        |
| 8-6-1994                                                               | San Diego                                                              | Brasile                                                                | 8 – 2                                                                  | Honduras                                                               | Amichevole                                                             | -                                                                      |                                                                        |
| 23-12-1994                                                             | Porto Alegre                                                           | Brasile                                                                | 2 – 0                                                                  | Jugoslavia                                                             | Amichevole                                                             | -                                                                      |                                                                        |
| 17-5-1995                                                              | Ramat Gan                                                              | Israele                                                                | 1 – 2                                                                  | Brasile                                                                | Amichevole                                                             | -                                                                      |                                                                        |
| 4-6-1995                                                               | Birmingham                                                             | Brasile                                                                | 1 – 0                                                                  | Svezia                                                                 | Coppa Umbro                                                            | -                                                                      |                                                                        |
| 6-6-1995                                                               | Liverpool                                                              | Brasile                                                                | 3 – 0                                                                  | Giappone                                                               | Coppa Umbro                                                            | -                                                                      |                                                                        |
| 11-6-1995                                                              | Londra                                                                 | Inghilterra                                                            | 1 – 3                                                                  | Brasile                                                                | Coppa Umbro                                                            | 1                                                                      |                                                                        |
| 7-7-1995                                                               | Rivera                                                                 | Brasile                                                                | 1 – 0                                                                  | Ecuador                                                                | Coppa America 1995 - 1º turno                                          | -                                                                      |                                                                        |
| 11-10-1995                                                             | Salvador                                                               | Brasile                                                                | 2 – 0                                                                  | Uruguay                                                                | Amichevole                                                             | 2                                                                      |                                                                        |
| 28-8-1996                                                              | Mosca                                                                  | Russia                                                                 | 2 – 2                                                                  | Brasile                                                                | Amichevole                                                             | 1                                                                      |                                                                        |
| 31-8-1996                                                              | Amsterdam                                                              | Paesi Bassi                                                            | 2 – 2                                                                  | Brasile                                                                | Amichevole                                                             | -                                                                      |                                                                        |
| 16-10-1996                                                             | Teresina                                                               | Brasile                                                                | 3 – 1                                                                  | Lituania                                                               | Amichevole                                                             | 3                                                                      |                                                                        |
| 18-12-1996                                                             | Manaus                                                                 | Brasile                                                                | 1 – 0                                                                  | Bosnia ed Erzegovina                                                   | Amichevole                                                             | 1                                                                      |                                                                        |
| 26-2-1997                                                              | Goiânia                                                                | Brasile                                                                | 4 – 2                                                                  | Polonia                                                                | Amichevole                                                             | 2                                                                      |                                                                        |
| 2-4-1997                                                               | Brasilia                                                               | Brasile                                                                | 4 – 0                                                                  | Cile                                                                   | Amichevole                                                             | 2                                                                      |                                                                        |
| 30-4-1997                                                              | Miami                                                                  | Messico                                                                | 0 – 4                                                                  | Brasile                                                                | Amichevole                                                             | -                                                                      |                                                                        |
| 30-5-1997                                                              | Oslo                                                                   | Norvegia                                                               | 4 – 2                                                                  | Brasile                                                                | Amichevole                                                             | -                                                                      |                                                                        |
| 3-6-1997                                                               | Lione                                                                  | Francia                                                                | 1 – 1                                                                  | Brasile                                                                | Torneo di Francia                                                      | -                                                                      |                                                                        |
| 8-6-1997                                                               | Lione                                                                  | Brasile                                                                | 3 – 3                                                                  | Italia                                                                 | Torneo di Francia                                                      | 1                                                                      |                                                                        |
| 10-6-1997                                                              | Parigi                                                                 | Inghilterra                                                            | 0 – 1                                                                  | Brasile                                                                | Torneo di Francia                                                      | -                                                                      |                                                                        |
| 13-6-1997                                                              | Santa Cruz de la Sierra                                                | Brasile                                                                | 5 – 0                                                                  | Costa Rica                                                             | Coppa America 1997 - 1º turno                                          | 2                                                                      |                                                                        |
| 16-6-1997                                                              | Santa Cruz de la Sierra                                                | Brasile                                                                | 3 – 2                                                                  | Messico                                                                | Coppa America 1997 - 1º turno                                          | -                                                                      |                                                                        |
| 19-6-1997                                                              | Santa Cruz de la Sierra                                                | Brasile                                                                | 2 – 0                                                                  | Colombia                                                               | Coppa America 1997 - 1º turno                                          | -                                                                      |                                                                        |
| 22-6-1997                                                              | Santa Cruz de la Sierra                                                | Brasile                                                                | 2 – 0                                                                  | Paraguay                                                               | Coppa America 1997 - Quarti di finale                                  | 2                                                                      |                                                                        |
| 26-6-1997                                                              | Santa Cruz de la Sierra                                                | Perù                                                                   | 0 – 7                                                                  | Brasile                                                                | Coppa America 1997 - Semifinale                                        | -                                                                      |                                                                        |
| 29-6-1997                                                              | La Paz                                                                 | Bolivia                                                                | 1 – 3                                                                  | Brasile                                                                | Coppa America 1997 - Finale                                            | 1                                                                      | 5º titolo                                                              |
| 10-8-1997                                                              | Seul                                                                   | Corea del Sud                                                          | 1 – 2                                                                  | Brasile                                                                | Amichevole                                                             | 1                                                                      |                                                                        |
| 13-8-1997                                                              | Osaka                                                                  | Giappone                                                               | 0 – 3                                                                  | Brasile                                                                | Amichevole                                                             | -                                                                      |                                                                        |
| 12-12-1997                                                             | Riyad                                                                  | Arabia Saudita                                                         | 0 – 3                                                                  | Brasile                                                                | Conf. Cup 1997 - 1º turno                                              | -                                                                      |                                                                        |
| 14-12-1997                                                             | Riyad                                                                  | Australia                                                              | 0 – 0                                                                  | Brasile                                                                | Conf. Cup 1997 - 1º turno                                              | -                                                                      |                                                                        |
| 16-12-1997                                                             | Riyad                                                                  | Brasile                                                                | 3 – 2                                                                  | Messico                                                                | Conf. Cup 1997 - 1º turno                                              | -                                                                      |                                                                        |
| 19-12-1997                                                             | Riyad                                                                  | Brasile                                                                | 2 – 0                                                                  | Rep. Ceca                                                              | Conf. Cup 1997 - Semifinale                                            | 1                                                                      |                                                                        |
| 21-12-1997                                                             | Riyad                                                                  | Brasile                                                                | 6 – 0                                                                  | Australia                                                              | Conf. Cup 1997 - Finale                                                | 3                                                                      | 1º titolo                                                              |
| 25-3-1998                                                              | Stoccarda                                                              | Germania                                                               | 1 – 2                                                                  | Brasile                                                                | Amichevole                                                             | 1                                                                      |                                                                        |
| 29-4-1998                                                              | Rio de Janeiro                                                         | Brasile                                                                | 0 – 1                                                                  | Argentina                                                              | Amichevole                                                             | -                                                                      |                                                                        |
| 3-6-1998                                                               | Saint-Ouen                                                             | Andorra                                                                | 0 – 3                                                                  | Brasile                                                                | Amichevole                                                             | -                                                                      |                                                                        |
| 10-6-1998                                                              | Saint-Denis                                                            | Brasile                                                                | 2 – 1                                                                  | Scozia                                                                 | Mondiali 1998 - 1º turno                                               | -                                                                      |                                                                        |
| 16-6-1998                                                              | Nantes                                                                 | Brasile                                                                | 3 – 0                                                                  | Marocco                                                                | Mondiali 1998 - 1º turno                                               | 1                                                                      |                                                                        |
| 23-6-1998                                                              | Marsiglia                                                              | Brasile                                                                | 1 – 2                                                                  | Norvegia                                                               | Mondiali 1998 - 1º turno                                               | -                                                                      |                                                                        |
| 27-6-1998                                                              | Parigi                                                                 | Brasile                                                                | 4 – 1                                                                  | Cile                                                                   | Mondiali 1998 - Ottavi di finale                                       | 2                                                                      |                                                                        |
| 3-7-1998                                                               | Nantes                                                                 | Brasile                                                                | 3 – 2                                                                  | Danimarca                                                              | Mondiali 1998 - Quarti di finale                                       | -                                                                      |                                                                        |
| 7-7-1998                                                               | Marsiglia                                                              | Brasile                                                                | 1 – 1 dts (4 - 2 dtr)                                                  | Paesi Bassi                                                            | Mondiali 1998 - Semifinale                                             | 1                                                                      |                                                                        |
| 12-7-1998                                                              | Saint-Denis                                                            | Brasile                                                                | 0 – 3                                                                  | Francia                                                                | Mondiali 1998 - Finale                                                 | -                                                                      | 2º posto                                                               |
| 26-6-1999                                                              | Curitiba                                                               | Brasile                                                                | 3 – 0                                                                  | Lettonia                                                               | Amichevole                                                             | 1                                                                      |                                                                        |
| 30-6-1999                                                              | Ciudad del Este                                                        | Brasile                                                                | 7 – 0                                                                  | Venezuela                                                              | Coppa America 1999 - 1º turno                                          | 2                                                                      |                                                                        |
| 3-7-1999                                                               | Ciudad del Este                                                        | Brasile                                                                | 2 – 1                                                                  | Messico                                                                | Coppa America 1999 - 1º turno                                          | -                                                                      |                                                                        |
| 6-7-1999                                                               | Ciudad del Este                                                        | Brasile                                                                | 1 – 0                                                                  | Cile                                                                   | Coppa America 1999 - 1º turno                                          | 1                                                                      |                                                                        |
| 11-7-1999                                                              | Ciudad del Este                                                        | Brasile                                                                | 2 – 1                                                                  | Argentina                                                              | Coppa America 1999 - Quarti di finale                                  | 1                                                                      |                                                                        |
| 14-7-1999                                                              | Ciudad del Este                                                        | Brasile                                                                | 2 – 0                                                                  | Messico                                                                | Coppa America 1999 - Semifinale                                        | -                                                                      |                                                                        |
| 18-7-1999                                                              | Asunción                                                               | Brasile                                                                | 3 – 0                                                                  | Uruguay                                                                | Coppa America 1999 - Finale                                            | 1                                                                      | 6º titolo                                                              |
| 4-9-1999                                                               | Buenos Aires                                                           | Argentina                                                              | 2 – 0                                                                  | Brasile                                                                | Amichevole                                                             | -                                                                      |                                                                        |
| 7-9-1999                                                               | Porto Alegre                                                           | Brasile                                                                | 4 – 2                                                                  | Argentina                                                              | Amichevole                                                             | 1                                                                      |                                                                        |
| 9-10-1999                                                              | Amsterdam                                                              | Paesi Bassi                                                            | 2 – 2                                                                  | Brasile                                                                | Amichevole                                                             | -                                                                      |                                                                        |
| 27-3-2002                                                              | Fortaleza                                                              | Brasile                                                                | 1 – 0                                                                  | Jugoslavia                                                             | Amichevole                                                             | -                                                                      |                                                                        |
| 17-4-2002                                                              | Lisbona                                                                | Portogallo                                                             | 1 – 1                                                                  | Brasile                                                                | Amichevole                                                             | -                                                                      |                                                                        |
| 25-5-2002                                                              | Kuala Lumpur                                                           | Malaysia                                                               | 0 – 4                                                                  | Brasile                                                                | Amichevole                                                             | 1                                                                      |                                                                        |
| 3-6-2002                                                               | Ulsan                                                                  | Brasile                                                                | 2 – 1                                                                  | Turchia                                                                | Mondiali 2002 - 1º turno                                               | 1                                                                      |                                                                        |
| 8-6-2002                                                               | Seogwipo                                                               | Brasile                                                                | 4 – 0                                                                  | Cina                                                                   | Mondiali 2002 - 1º turno                                               | 1                                                                      |                                                                        |
| 13-6-2002                                                              | Suwon                                                                  | Costa Rica                                                             | 2 – 5                                                                  | Brasile                                                                | Mondiali 2002 - 1º turno                                               | 2                                                                      |                                                                        |
| 17-6-2002                                                              | Kōbe                                                                   | Brasile                                                                | 2 – 0                                                                  | Belgio                                                                 | Mondiali 2002 - Ottavi di finale                                       | 1                                                                      |                                                                        |
| 21-6-2002                                                              | Shizuoka                                                               | Inghilterra                                                            | 1 – 2                                                                  | Brasile                                                                | Mondiali 2002 - Quarti di finale                                       | -                                                                      |                                                                        |
| 26-6-2002                                                              | Saitama                                                                | Brasile                                                                | 1 – 0                                                                  | Turchia                                                                | Mondiali 2002 - Semifinale                                             | 1                                                                      |                                                                        |
| 30-6-2002                                                              | Yokohama                                                               | Brasile                                                                | 2 – 0                                                                  | Germania                                                               | Mondiali 2002 - Finale                                                 | 2                                                                      | 5º titolo mondiale                                                     |
| 21-8-2002                                                              | Fortaleza                                                              | Brasile                                                                | 0 – 1                                                                  | Paraguay                                                               | Amichevole                                                             | -                                                                      |                                                                        |
| 20-11-2002                                                             | Seul                                                                   | Corea del Sud                                                          | 2 – 3                                                                  | Brasile                                                                | Amichevole                                                             | 2                                                                      |                                                                        |
| 12-2-2003                                                              | Canton                                                                 | Cina                                                                   | 0 – 0                                                                  | Brasile                                                                | Amichevole                                                             | -                                                                      |                                                                        |
| 29-3-2003                                                              | Porto                                                                  | Portogallo                                                             | 2 – 1                                                                  | Brasile                                                                | Amichevole                                                             | -                                                                      |                                                                        |
| 30-4-2003                                                              | Guadalajara                                                            | Messico                                                                | 0 – 0                                                                  | Brasile                                                                | Amichevole                                                             | -                                                                      |                                                                        |
| 7-9-2003                                                               | Barranquilla                                                           | Colombia                                                               | 1 – 2                                                                  | Brasile                                                                | Qual. Mondiali 2006                                                    | 1                                                                      |                                                                        |
| 10-9-2003                                                              | Manaus                                                                 | Brasile                                                                | 1 – 0                                                                  | Ecuador                                                                | Qual. Mondiali 2006                                                    | -                                                                      |                                                                        |
| 12-10-2003                                                             | Leicester                                                              | Giamaica                                                               | 0 – 1                                                                  | Brasile                                                                | Amichevole                                                             | -                                                                      |                                                                        |
| 16-11-2003                                                             | Lima                                                                   | Perù                                                                   | 1 – 1                                                                  | Brasile                                                                | Qual. Mondiali 2006                                                    | -                                                                      |                                                                        |
| 19-11-2003                                                             | Curitiba                                                               | Brasile                                                                | 3 – 3                                                                  | Uruguay                                                                | Qual. Mondiali 2006                                                    | 2                                                                      |                                                                        |
| 18-2-2004                                                              | Dublino                                                                | Irlanda                                                                | 0 – 0                                                                  | Brasile                                                                | Amichevole                                                             | -                                                                      |                                                                        |
| 31-3-2004                                                              | Asunción                                                               | Paraguay                                                               | 0 – 0                                                                  | Brasile                                                                | Qual. Mondiali 2006                                                    | -                                                                      |                                                                        |
| 20-5-2004                                                              | Saint-Denis                                                            | Francia                                                                | 0 – 0                                                                  | Brasile                                                                | Amichevole                                                             | -                                                                      |                                                                        |
| 2-6-2004                                                               | Belo Horizonte                                                         | Brasile                                                                | 3 – 1                                                                  | Argentina                                                              | Qual. Mondiali 2006                                                    | 3                                                                      |                                                                        |
| 6-6-2004                                                               | Santiago del Cile                                                      | Cile                                                                   | 1 – 1                                                                  | Brasile                                                                | Qual. Mondiali 2006                                                    | -                                                                      |                                                                        |
| 18-8-2004                                                              | Port-au-Prince                                                         | Haiti                                                                  | 0 – 6                                                                  | Brasile                                                                | Amichevole                                                             | -                                                                      |                                                                        |
| 5-9-2004                                                               | San Paolo                                                              | Brasile                                                                | 3 – 1                                                                  | Bolivia                                                                | Qual. Mondiali 2006                                                    | 1                                                                      |                                                                        |
| 8-9-2004                                                               | Berlino                                                                | Germania                                                               | 1 – 1                                                                  | Brasile                                                                | Amichevole                                                             | -                                                                      |                                                                        |
| 9-10-2004                                                              | Maracaibo                                                              | Venezuela                                                              | 2 – 5                                                                  | Brasile                                                                | Qual. Mondiali 2006                                                    | 2                                                                      |                                                                        |
| 13-10-2004                                                             | Maceió                                                                 | Brasile                                                                | 0 – 0                                                                  | Colombia                                                               | Qual. Mondiali 2006                                                    | -                                                                      |                                                                        |
| 17-11-2004                                                             | Quito                                                                  | Ecuador                                                                | 1 – 0                                                                  | Brasile                                                                | Qual. Mondiali 2006                                                    | -                                                                      |                                                                        |
| 27-3-2005                                                              | Goiânia                                                                | Brasile                                                                | 1 – 0                                                                  | Perù                                                                   | Qual. Mondiali 2006                                                    | -                                                                      |                                                                        |
| 30-3-2005                                                              | Montevideo                                                             | Uruguay                                                                | 1 – 1                                                                  | Brasile                                                                | Qual. Mondiali 2006                                                    | -                                                                      |                                                                        |
| 17-8-2005                                                              | Spalato                                                                | Croazia                                                                | 1 – 1                                                                  | Brasile                                                                | Amichevole                                                             | -                                                                      |                                                                        |
| 4-9-2005                                                               | Brasilia                                                               | Brasile                                                                | 5 – 0                                                                  | Cile                                                                   | Qual. Mondiali 2006                                                    | -                                                                      |                                                                        |
| 12-10-2005                                                             | Belém                                                                  | Brasile                                                                | 3 – 0                                                                  | Venezuela                                                              | Qual. Mondiali 2006                                                    | 1                                                                      |                                                                        |
| 1-3-2006                                                               | Mosca                                                                  | Russia                                                                 | 0 – 1                                                                  | Brasile                                                                | Amichevole                                                             | 1                                                                      |                                                                        |
| 4-6-2006                                                               | Ginevra                                                                | Brasile                                                                | 4 – 0                                                                  | Nuova Zelanda                                                          | Amichevole                                                             | 1                                                                      |                                                                        |
| 13-6-2006                                                              | Berlino                                                                | Brasile                                                                | 1 – 0                                                                  | Croazia                                                                | Mondiali 2006 - 1º turno                                               | -                                                                      |                                                                        |
| 18-6-2006                                                              | Monaco di Baviera                                                      | Brasile                                                                | 2 – 0                                                                  | Australia                                                              | Mondiali 2006 - 1º turno                                               | -                                                                      |                                                                        |
| 22-6-2006                                                              | Dortmund                                                               | Giappone                                                               | 1 – 4                                                                  | Brasile                                                                | Mondiali 2006 - 1º turno                                               | 2                                                                      |                                                                        |
| 27-6-2006                                                              | Dortmund                                                               | Brasile                                                                | 3 – 0                                                                  | Ghana                                                                  | Mondiali 2006 - Ottavi di finale                                       | 1                                                                      |                                                                        |
| 1-7-2006                                                               | Francoforte sul Meno                                                   | Brasile                                                                | 0 – 1                                                                  | Francia                                                                | Mondiali 2006 - Quarti di finale                                       | -                                                                      |                                                                        |
| 7-6-2011                                                               | San Paolo                                                              | Brasile                                                                | 1 – 0                                                                  | Romania                                                                | Amichevole                                                             | -                                                                      |                                                                        |
| Totale                                                                 |                                                                        | Presenze (9º posto)                                                    | 98                                                                     |                                                                        | Reti (3º posto)                                                        | 62                                                                     |                                                                        |

| Cronologia completa delle presenze e delle reti in nazionale (partite non ufficiali) ― Brasile | Cronologia completa delle presenze e delle reti in nazionale (partite non ufficiali) ― Brasile | Cronologia completa delle presenze e delle reti in nazionale (partite non ufficiali) ― Brasile | Cronologia completa delle presenze e delle reti in nazionale (partite non ufficiali) ― Brasile | Cronologia completa delle presenze e delle reti in nazionale (partite non ufficiali) ― Brasile | Cronologia completa delle presenze e delle reti in nazionale (partite non ufficiali) ― Brasile | Cronologia completa delle presenze e delle reti in nazionale (partite non ufficiali) ― Brasile | Cronologia completa delle presenze e delle reti in nazionale (partite non ufficiali) ― Brasile |
| Data                                                                                           | Città                                                                                          | In casa                                                                                        | Risultato                                                                                      | Ospiti                                                                                         | Competizione                                                                                   | Reti                                                                                           | Note                                                                                           |
| ---------------------------------------------------------------------------------------------- | ---------------------------------------------------------------------------------------------- | ---------------------------------------------------------------------------------------------- | ---------------------------------------------------------------------------------------------- | ---------------------------------------------------------------------------------------------- | ---------------------------------------------------------------------------------------------- | ---------------------------------------------------------------------------------------------- | ---------------------------------------------------------------------------------------------- |
| 27-4-1995                                                                                      | Valencia                                                                                       | Valencia                                                                                       | 2 – 4                                                                                          | Brasile                                                                                        |                                                                                                | -                                                                                              |                                                                                                |
| 26-6-1996                                                                                      | Vitória                                                                                        | Brasile                                                                                        | 3 – 1                                                                                          | Polonia olimpica                                                                               |                                                                                                | -                                                                                              |                                                                                                |
| 31-5-1998                                                                                      | Bilbao                                                                                         | Athletic Bilbao                                                                                | 1 – 1                                                                                          | Brasile                                                                                        |                                                                                                | -                                                                                              |                                                                                                |
| 28-4-1999                                                                                      | Barcellona                                                                                     | Barcellona                                                                                     | 2 – 2                                                                                          | Brasile                                                                                        |                                                                                                | 1                                                                                              |                                                                                                |
| 18-5-2002                                                                                      | Barcellona                                                                                     | Catalogna                                                                                      | 1 – 3                                                                                          | Brasile                                                                                        |                                                                                                | -                                                                                              |                                                                                                |
| 25-5-2004                                                                                      | Barcellona                                                                                     | Catalogna                                                                                      | 2 – 5                                                                                          | Brasile                                                                                        |                                                                                                | 2                                                                                              |                                                                                                |
| 30-5-2006                                                                                      | Basilea                                                                                        | Brasile                                                                                        | 8 – 0                                                                                          | Lucerna XI                                                                                     |                                                                                                | 2                                                                                              |                                                                                                |
| Totale                                                                                         |                                                                                                | Presenze                                                                                       | 7                                                                                              |                                                                                                | Reti                                                                                           | 5                                                                                              |                                                                                                |

## Palmarès

### Club

#### Competizioni statali
- Campionato Mineiro: 1

Cruzeiro: 1994
- Campionato paulista: 1

Corinthians: 2009

#### Competizioni nazionali
- Coppa del Brasile: 2

Cruzeiro: 1993
Corinthians: 2009
- Coppa dei Paesi Bassi: 1

PSV: 1995-1996
- Supercoppa di Spagna: 2

Barcellona: 1996
Real Madrid: 2003
- Coppa di Spagna: 1

Barcellona: 1996-1997
- Campionato spagnolo: 1

Real Madrid: 2002-2003

#### Competizioni internazionali
- Coppa delle Coppe: 1

Barcellona: 1996-1997
- Coppa UEFA: 1

Inter: 1997-1998
- Coppa Intercontinentale: 1

Real Madrid: 2002

### Nazionale
- Campionato mondiale: 2

Stati Uniti 1994, Corea del Sud-Giappone 2002
- Bronzo olimpico: 1

Atlanta 1996
- Coppa America: 2

Bolivia 1997, Paraguay 1999
- Confederations Cup: 1

Arabia Saudita 1997

### Individuale
- Capocannoniere del Sudamericano Under-17: 1

1993 (8 gol)
- Capocannoniere della Supercoppa Sudamericana: 1

1993 (8 gol)
- Capocannoniere del Campionato Mineiro: 1

1994 (22 gol)
- Capocannoniere della Eredivisie: 1

1994-1995 (30 gol)
- FIFA World Player: 3 (record condiviso con Zinédine Zidane)

1996, 1997, 2002
- Calciatore dell'anno World Soccer: 3

1996, 1997, 2002
- Pichichi della Liga: 2

1996-1997 (34 gol), 2003-2004 (24 gol)
- Premio Don Balón: 1

Miglior giocatore straniero: 1996-1997
- Squadra dell'anno ESM: 2

1996-1997, 1997-1998
- Miglior giocatore della Coppa America: 1

1997
- Scarpa di bronzo della FIFA Confederations Cup: 1

1997
- Pallone d'oro: 2

1997, 2002
- Scarpa d'oro: 1

1997
- Miglior marcatore dell'anno IFFHS: 1

1997
- Trofeo Bravo: 2

1997, 1998
- Onze d'or: 2

1997, 2002
- Onze d'argento: 1

1998
- All-Star Team dei Mondiali: 2

1998, 2002
- UEFA Club Football Awards: 1

Miglior attaccante: 1998
- UEFA Club Footballer of the Year: 1

1998
- Oscar del calcio AIC: 3

Miglior straniero: 1998
Miglior assoluto: 1998
Campione dei Campioni: 2007
- Capocannoniere della Coppa America: 1

1999 (5 gol, a pari merito con Rivaldo)
- Capocannoniere del campionato mondiale: 1

2002 (8 gol)
- Pallone d'oro dei Mondiali: 1

1998
- Pallone d'argento dei Mondiali: 1

2002
- Squadra dell'anno UEFA: 1

2002
- Miglior giocatore della Coppa Intercontinentale: 1

2002
- Inserito nella FIFA 100

2004
- Scarpa di bronzo della Confederations Cup: 1

1997
- Scarpa di bronzo dei Mondiali: 1

2006
- Golden Foot: 1

2006
- Miglior giocatore del Campionato Paulista: 1

2009
- Hall of Fame del calcio italiano nella categoria Calciatore straniero

2015
- Inserito nella Hall of Fame dell'Inter nella categoria Attaccanti

2018
- Globe Soccer Awards: 1

Premio alla carriera per calciatori: 2018
- Inserito nel Dream Team del Pallone d'oro (2020)